# Мэйл, Рон
Рональд (Рон) Дэвид Мэйл (англ. Ronald David "Ron" Mael; 12 августа 1945, Калвер-Сити, штат Калифорния) — американский музыкант, автор песен и музыкальный продюсер. Является клавишником и основным автором песен в группе Sparks, которую он основал вместе с вокалистом и младшим братом Расселом Мэйлом в 1971 году. Майэл известен своим причудливым и своеобразным подходом к написанию песен, своим замысловатым и ритмичным стилем игры на клавишных, а также своим невозмутимым и сдержанно-хмурым поведением на сцене, часто оставаясь неподвижным над клавишами, что резко контрастирует с оживленными и гиперактивными выходками фронтмена Рассела. Рон Мэйл также известен своей консервативной одеждой и характерными усами. Братья Мэйл являются основателями лейбла Lil' Beethoven Records

## Ранняя жизнь
Рон Мэйл родился 12 августа 1945 года в Лос-Анджелесе, Калифорния. Братья Мэйл выросли в Пасифик-Палисейдс — относительно богатом пляжном районе Лос-Анджелеса. Отец Мейер Мэйл был графическим дизайнером и карикатуристом в Hollywood Citizen-News. Мать, Мириам (урожденная Московиц), библиотекарь. Мейер и Мириам были детьми еврейских иммигрантов, Мейер — австрийского и русского происхождения, а Мириам — польского; Большая часть вдохновения братьев Мэйл пришла от их отца, который водил их в кино в детстве, где они развили интерес к кино, визуальным искусствам и нарративу. Мейер умер, когда Мэйлу было 8 лет.
После окончания средней школы Палисейдс братья поступили в Калифорнийский университет Лос-Анджелеса. Рон начал изучать кино и графику в 1963 году, в то время как Рассел изучал театральное искусство и кинопроизводство с 1966 по 1968 год. Именно во время учёбы в Калифорнийском университете в Лос-Анджелесе братья сформировали свою первую группу The Urban Renewal Project, которая в 1967 году записала серию демозаписей.

## Жизнь в Sparks
Рон Мэйл играет на клавишных и синтезаторах и пишет большинство песен для Sparks. Когда в 1970-х годах группа достигла пика своей популярности, он был хорошо известен своей странной внешностью, часто оставаясь неподвижным над клавиатурой, что резко контрастировало с оживленными и гиперактивными выходками фронтмена Рассела. Консервативная одежда Рона и немодные усы в стиле Чарли Чаплина, сделанные зубной щеткой, привлекли много внимания, как и его нынешние усы, нарисованные карандашом. На сцене Рон чередует игру на клавишных и участие в комических пантомимах, часто связанных с выступлениями на заднем плане.
На первых двух альбомах с Halfnelson/Sparks Маэл играл на электронном пианино Wurlitzer, но обнаружил, что оно не выдерживает использования в дороге, потому что металлические язычки часто ломались. Когда Спаркс переехал в Великобританию, Мэйл начал использовать электропианино RMI, которое воспроизводилось с помощью магнитофонного эхо-устройства Echoplex, и это характерное звучание было заметно на их прорывном сингле «This Town Ain’t Big Enough For The Both Of Us», альбомах «Kimono My House» и «Propaganda», а также на их концертах. С 1981 года он использовал различные клавишные и синтезаторы Yamaha и Roland на концертах. В том же году он изменил логотип Roland на задней панели своего Roland Jupiter-8, заменив его надписью «Ronald», которую с тех пор наносил на все свои клавишные. В настоящее время он использует Yamaha Motif XF8.
Братья появились в роли самих себя в фильме-катастрофе 1977 года «Американские горки», выступая вживую. Они также появились в двадцать втором эпизоде шестого сезона сериала «Девочки Гилмор».
В июне 2018 года Эдгар Райт объявил, что он снимет документальный фильм о Sparks. Он присутствовал на концерте группы в Лондоне в мае в O2 Forum Kentish Town. Этот концерт также стал частью документального фильма. Фильм под названием «Братья Спаркс» был впервые показан на кинофестивале «Сандэнс» 30 января 2021 года.

## Личная жизнь
В 2017 году один из рецензентов отметил, что, хотя в биографиях братьев упоминается о том, что они выросли в Лос-Анджелесе, занимались серфингом и работали моделями для каталогов по почте, их личная жизнь в остальном почти полностью неизвестна. «Ну, мы в хорошей компании с Бобом Диланом», — ответили Братья. «Мы считаем, что чем меньше вы знаете, тем лучше сохраняются мифология и имидж». Даже на вопрос о том, есть ли у них партнеры или супруги, они отказались давать ответ, настаивая на том, что «неопределенность интереснее реальности».
В документальном фильме Эдгара Райта 2021 года «Братья Спаркс» упоминается, что Расселл встречался с Мисс Кристин из группы The GTOs и недолгое время был в отношениях с Джейн Вайдлин из группы The Go-Go’s, которая была вторым вокалистом в песне Sparks «Cool Places».

## Дискография
В составе группы Sparks
| Year | Album                              |
| ---- | ---------------------------------- |
| 1971 | Halfnelson                         |
| 1973 | A Woofer in Tweeter’s Clothing     |
| 1974 | Kimono My House                    |
| 1974 | Propaganda                         |
| 1975 | Indiscreet                         |
| 1976 | Big Beat                           |
| 1977 | Introducing Sparks                 |
| 1979 | No. 1 in Heaven                    |
| 1980 | Terminal Jive                      |
| 1981 | Whomp That Sucker                  |
| 1982 | Angst in My Pants                  |
| 1983 | In Outer Space                     |
| 1984 | Pulling Rabbits Out of a Hat       |
| 1986 | Music That You Can Dance To        |
| 1988 | Interior Design                    |
| 1994 | Gratuitous Sax & Senseless Violins |
| 1997 | Plagiarism                         |
| 2000 | Balls                              |
| 2002 | Lil' Beethoven                     |
| 2006 | Hello Young Lovers                 |
| 2008 | Exotic Creatures of the Deep       |
| 2009 | The Seduction of Ingmar Bergman    |
| 2017 | Hippopotamus                       |
| 2020 | A Steady Drip, Drip, Drip          |
| 2023 | The Girl Is Crying in Her Latte    |
| 2025 | MAD!                               |

Супергруппа FFS
| Year | Album |
| ---- | ----- |
| 2015 | FFS   |